# Jusletter
Der Jusletter ist eine generalistische juristische Online-Fachzeitschrift. Sie erscheint seit 2000.  Seit 2003 sind Volltexte der Jusletter-Beiträge kostenpflichtig. Abonnenten werden wöchentlich per Mail über die Inhalte der aktuellen Wochenausgabe orientiert. Jusletter gilt als grösste juristische Fachzeitschrift der Schweiz.
Die erstmalige Zitierung der Online-Zeitschrift erfolgte in der Schweiz im Jahr 2002 vom Eidgenössischen Versicherungsgericht im Urteil vom 25. Oktober 2002 und anschliessend von weiteren Bundesgerichten sowie nationalen und internationalen Zeitschriften (u. a. Beitrag von Daniel Kettiger in: Jusletter 23. Februar 2009 und Zitierung New York Times) und Medien (u. a. Tagesschau vom 1. Sept. 2019 Beitrag ab Minute 6:45 von Kerstin Noëlle Vokinger).
Herausgeber sind Wolfgang Wiegand, Emeritus der Universität Bern, sowie Sarah Montani (bis 4. Dezember 2023) und Franz J. Kummer. Ulrich Zimmerli, Thomas Cottier, Peter Nobel, Thomas Geiser, Thomas Koller übernahmen die ersten Redaktionen. In der ersten Ausgabe anlässlich des Geburtstags von Wolfgang Wiegand erschien Unter anderem ein Beitrag von Eugen Bucher. Es handelt sich um eine kostenpflichtige Zeitschrift. Innerhalb der Netzwerke der Schweizer Universitäten ist der Zugang für alle frei; Gäste können die Zeitschrift im Katalogsaal einer Universitätsbibliothek konsultieren.